# Avril 1958

## Évènements
- 1er avril : l’Espagne cède au Maroc une partie du Sahara espagnol.
- 2 avril : Création en France de la première licence de sociologie dans les facultés de lettre
- 4 avril : Khrouchtchev annonce un arrêt unilatéral des essais nucléaires.
- 8 avril : les États-Unis rejettent la demande soviétique d’arrêt des essais nucléaires.
- 9 avril : 
  - Une grève générale échoue à Cuba. Castro intensifie la guérilla. La répression de l’armée s’abat sur les couches moyennes et les milieux étudiants, ce qui contribue à éloigner du régime de nombreuses catégories sociales.
  - Le mécène Oskar Reinhart annonce qu'il lègue sa collection de peinture à la ville de Winterthour.
- 15 avril :
  - France : chute du gouvernement Félix Gaillard, mis en minorité. C’est le début de la crise politique (la SFIO, compromise dans la guerre d'Algérie, refuse toute participation ministérielle pour être sûre que Lacoste quittera Alger). Personne ne souhaite devenir Président du Conseil.
  - Première Conférence des États indépendants à Accra. Les États africains indépendants (Éthiopie, Ghana, Libéria, Libye, RAU et Soudan) demandent le retrait des forces françaises d’Algérie le 22 avril.
- 16 avril, France : le « Jeu des 100 000 francs par jour » est créé par Henri Cubnick sur la station de radio nationale Paris-Inter, présenté par Roger Lanzac. Il deviendra le Jeu des Mille francs.
- 17 avril : ouverture de l'Exposition universelle de 1958 à Bruxelles.
- 18 avril : le record du monde d'altitude en avion est établi à 23 449 m par le lieutenant américain  Barry L. Watkins à bord d'un Grumman F11F Tiger[1].
- 22 avril : premier vol de l'hélicoptère bi-rotor américain Boeing-Vertol 107.
- 26 avril : les Européens manifestent à Alger et appellent l’armée à prendre le pouvoir.
- 27 avril : 
  - clôture du Congrès de la Ligue des communistes yougoslaves, qui réaffirme l’originalité de la voie yougoslave vers le communisme. L’Union soviétique, qui a refusé d’y participer, réagit vivement.
  - Premier vol de l'avion de ligne De Havilland Comet 4.
- 28 avril : Le Vide, exposition d’Yves Klein : l’espace de la galerie Iris Clert à Paris, simplement repeint en blanc, reste vide.
- 29 avril : au Cambodge, Sim Var est nommé Premier ministre.
- 30 avril : l’Istiqlal et le Néo-Destour s’engagent à renforcer leur soutien au FLN.

## Naissances
- 2 avril : 
  - Jeffrey A. Rosen, avocat américain, procureur général des États-Unis par intérim de 2020 à 2021.
  - Choguel Kokalla Maïga, homme politique malien et premier ministre du Mali depuis 2021.
- 3 avril : Alec Baldwin, réalisateur, acteur et producteur exécutif américain.
- 4 avril : Bernard Campan, humoriste et acteur français membre du trio comique Les Inconnus.
- 7 avril : Ted Nolan, joueur de hockey.
- 8 avril : Gabriel Cabannes, avocat, écrivain et biographe français (° 10 octobre 1866).
- 9 avril : Frederick Rousseau, compositeur de musique électronique français.
- 10 avril : Errollyn Wallen, compositrice britannique.
- 11 avril : Luisa Diogo femme politique et ancien premier ministre du Mozambique.
- 13 avril : Roger Lumbala, est un homme politique de la République démocratique du Congo.
- 14 avril: Peter Capaldi acteur et réalisateur
- 15 avril : 
  - Patrick Adler, humoriste français.
  - Benjamin Zephaniah, écrivain britannique († 7 décembre 2023).
- 18 avril : Laurent Baffie, animateur de radio et de télévision français.
- 21 avril : 
  - Andie MacDowell, actrice et un ancien mannequin américaine.
  - Lokua Kanza, musicien et chanteur congolais (RDC).
- 23 avril : Radu Mihaileanu, réalisateur et scénariste français d'origine roumaine.
- 24 avril : Luis Chero Zurita, archéologue péruvien.
- 26 avril : Johnny Dumfries, pilote automobile († 22 mars 2021).
- 29 avril : 
  - Michelle Pfeiffer, actrice américaine.
  - Bassma Kodmani, politologue, universitaire et chercheuse syrienne († 2 mars 2023).

## Décès
- 23 avril : Léon Devos, coureur cycliste belge (° 17 janvier 1896).